# Idi i smotri
Idi i smotri (rus. Иди и смотри) je sovjetski ratni film i psihološki horor bjeloruskog redatelja Elema Klimova iz 1985. godine.
Prikazuje doživljaje dječaka Fljore koji za vrijeme 2. svjetskog rata napušta svoje selo i priključuje se lokalnim partizanima.  Skriveni u šumi i loše opremljeni, sukobljavaju se s njemačkom vojskom koja okupira Bjelorusiju.  Na istom području djeluju i njemačke Einsatzgruppen koje obilaze sela i sustavno likvidiraju civilno stanovništvo.  Isprva entuzijastičan u vezi svoje misije - suočen s užasima rata i nacističkim zločinima, Fljora počinje gubiti razum.
Naslov je uzet iz Biblije, šestog poglavlja Otkrivenja; u hrvatskoj verziji isti izraz je preveden jednostavno kao dođi!  
Film je dobio uglavnom pozitivne ocjene kritičara, a posebno je hvaljena gluma mladog Alekseja Kravčenka.  Među zapažene filmske scene spada i opsežni prikaz razaranja sela i masakriranja stanovništva.  Kada je snimanje počelo, Kravčenko je imao samo 14 godina i redatelj je razmatrao mogućnost korištenja hipnoze za snimanje najgorih scena kako bi izbjegao mogući štetan utjecaj na dječakovu psihu.  Film je u Sovjetskom Savezu privukao 28,9 milijuna gledatelja, a prikazivan je i na međunarodnim festivalima te bio nagrađivan.
Scenarij su napisali Klimov i Ales Adamovič, bjeloruski književnik koji je i sam kao dječak sudjelovao u 2. svjetskom ratu.  Bio je to i zadnji Klimovljev film: nakon njega posvetio se radu u filmaškim institucijama.  Planirao je još napraviti ekranizaciju romana Majstor i Margarita te film o Staljinu, no planove nije realizirao i odustao je od snimanja uopće rekavši da nema više tema koje želi obraditi.

## Uloge
- Aleksej Kravčenko - Florian
- Olga Mironova - Glaša